# Мамедов, Эльдар Рагиб оглы
Эльда́р Раги́б оглы́ Маме́дов (азерб. Eldar Məmmədov; 5 января 1990, Омск) — российский и азербайджанский футболист, полузащитник и нападающий.

## Карьера
Родился в Омске. С семи лет начал заниматься футболом в СДЮСШОР № 20 под руководством Виктора Осипова.
Перед сезоном 2006 Виталий Марьяшко предложил Мамедову попробовать свои силы в клубе «Краснодар-2000». Так он оказался в Краснодаре, где выступал на протяжении пяти лет. Летом 2010 года был отдан в аренду до конца сезона клубу «Иртыш» (Омск). Перед началом сезона 2011/12 подписал контракт с клубом «Губкин», но приняв участие всего в шести матчах, перешёл в клуб Премьер-лиги Азербайджана «Сумгаит». По окончании 2011 года покидает команду, за который сыграл в 12 матчах чемпионата (забил 2 гола).
В 2012 году подписал соглашение с омским «Иртышом», за который сыграл всего в двух матчах. В 2013 году, по приглашению главного тренера Артёма Куликова, перешёл в «Энергию» Волжский. Перед началом нового сезона главный тренер перешёл на работу в волгоградскую «Олимпию», в которую пригласил и игроков из «Энергии», среди которых был и Мамедов.

### Позиция на поле
Чаще всего играл на позиции центрального, оттянутого или крайнего нападающего. Иногда использовался в качестве флангового атакующего полузащитника.
С 2017 года — тренер-методист в ФШ «Юниор».

## Клубная статистика
| Клуб                | Сезон            | Чемпионат        | Чемпионат | Чемпионат | Кубок | Кубок | Итого | Итого |
| Клуб                | Сезон            | Уров.            | Игры      | Голы      | Игры  | Голы  | Игры  | Голы  |
| ------------------- | ---------------- | ---------------- | --------- | --------- | ----- | ----- | ----- | ----- |
| Краснодар-2000      | 2006             | III              | 7         | 0         | 1     | 0     | 8     | 0     |
| Краснодар-2000      | 2007             | III              | 17        | 0         | 0     | 0     | 17    | 0     |
| Краснодар-2000      | 2008             | III              | 18        | 3         | 1     | 0     | 19    | 3     |
| Краснодар-2000      | 2009             | III              | 30        | 9         | 2     | 0     | 32    | 9     |
| Краснодар-2000      | 2010             | III              | 17        | 3         | 1     | 0     | 18    | 3     |
| Краснодар-2000      | Итого            | Итого            | 89        | 15        | 5     | 0     | 94    | 15    |
| Иртыш (Омск)        | 2010             | II               | 11        | 0         | 0     | 0     | 1     | 0     |
| Губкин              | 2011/2012        | III              | 5         | 0         | 1     | 0     | 6     | 0     |
| Сумгаит             | 2011/2012        | I                | 12        | 2         | 1     | 0     | 13    | 2     |
| Иртыш (Омск)        | 2012/2013        | III              | 1         | 0         | 1     | 0     | 2     | 0     |
| Энергия (Волжский)  | 2012/2013        | III              | 10        | 1         | 0     | 0     | 10    | 1     |
| Олимпия (Волгоград) | 2013/2014        | III              | 29        | 2         | 1     | 0     | 30    | 2     |
| Астрахань           | 2014/2015        | III              | 16        | 4         | 4     | 1     | 20    | 5     |
| Всего за карьеру    | Всего за карьеру | Всего за карьеру | 173       | 24        | 13    | 1     | 186   | 25    |